# Chemnitzia zealandica
Chemnitzia zealandica är en snäckart som beskrevs av Hutton 1873. Chemnitzia zealandica ingår i släktet Chemnitzia och familjen Pyramidellidae. Inga underarter finns listade i Catalogue of Life.